# Velika nagrada Avstralije 2011
Velika nagrada Avstralije 2011 je bila prva dirka Svetovnega prvenstva Formule 1 v sezoni 2011. Odvijala se je 27. marca 2011 na uličnem dirkališču Melbourne Grand Prix Circuit v Melbournu. Zmagal je Sebastian Vettel, Red Bull-Renault, drugo mesto je osvojil Lewis Hamilton, McLaren-Mercedes, tretje pa Vitalij Petrov, Renault.

## Rezultati

### Kvalifikacije
| Poz | Št | Dirkač             | Konstruktor          | 1. del   | 2. del    | 3. del   | Št. m. |
| --- | -- | ------------------ | -------------------- | -------- | --------- | -------- | ------ |
| 1   | 1  | Sebastian Vettel   | Red Bull-Renault     | 1:25,296 | 1:24,090  | 1:23,529 | 1      |
| 2   | 3  | Lewis Hamilton     | McLaren-Mercedes     | 1:25,384 | 1:24,595  | 1:24,307 | 2      |
| 3   | 2  | Mark Webber        | Red Bull-Renault     | 1:25,900 | 1:24,658  | 1:24,395 | 3      |
| 4   | 4  | Jenson Button      | McLaren-Mercedes     | 1:25,886 | 1:24,957  | 1:24,779 | 4      |
| 5   | 5  | Fernando Alonso    | Ferrari              | 1:25,707 | 1:25,242  | 1:24,974 | 5      |
| 6   | 10 | Vitalij Petrov     | Renault              | 1:25,543 | 1:25,582  | 1:25,247 | 6      |
| 7   | 8  | Nico Rosberg       | Mercedes             | 1:25,856 | 1:25,606  | 1:25,421 | 7      |
| 8   | 6  | Felipe Massa       | Ferrari              | 1:26,031 | 1:25,611  | 1:25,599 | 8      |
| 9   | 16 | Kamui Kobajaši     | Sauber-Ferrari       | 1:25,717 | 1:25,405  | 1:25,626 | 9      |
| 10  | 18 | Sébastien Buemi    | Toro Rosso-Ferrari   | 1:26,232 | 1:25,882  | 1:27,066 | 10     |
| 11  | 7  | Michael Schumacher | Mercedes             | 1:25,962 | 1:25,971  |          | 11     |
| 12  | 19 | Jaime Alguersuari  | Toro Rosso-Ferrari   | 1:26,620 | 1:26,103  |          | 12     |
| 13  | 17 | Sergio Pérez       | Sauber-Ferrari       | 1:25,812 | 1:26,108  |          | 13     |
| 14  | 15 | Paul di Resta      | Force India-Mercedes | 1:27,222 | 1:26,739  |          | 14     |
| 15  | 12 | Pastor Maldonado   | Williams-Cosworth    | 1:26,298 | 1:26,768  |          | 15     |
| 16  | 14 | Adrian Sutil       | Force India-Mercedes | 1:26,245 | 1:31,407  |          | 16     |
| 17  | 11 | Rubens Barrichello | Williams-Cosworth    | 1:26,270 | brez časa |          | 17     |
| 18  | 9  | Nick Heidfeld      | Renault              | 1:27,239 |           |          | 18     |
| 19  | 20 | Heikki Kovalainen  | Lotus-Renault        | 1:29,254 |           |          | 19     |
| 20  | 21 | Jarno Trulli       | Lotus-Renault        | 1:29,342 |           |          | 20     |
| 21  | 24 | Timo Glock         | Virgin-Cosworth      | 1:29,858 |           |          | 21     |
| 22  | 25 | Jérôme d'Ambrosio  | Virgin-Cosworth      | 1:30,822 |           |          | 22     |
| 23  | 23 | Vitantonio Liuzzi  | HRT-Cosworth         | 1:32,978 |           |          | DNQ    |
| 24  | 22 | Narain Kartikejan  | HRT-Cosworth         | 1:34,293 |           |          | DNQ    |

### Dirka
| Poz | Št | Dirkač             | Konstruktor          | Krogi | Čas/Odstop       | Št. m. | Toč |
| --- | -- | ------------------ | -------------------- | ----- | ---------------- | ------ | --- |
| 1   | 1  | Sebastian Vettel   | Red Bull-Renault     | 58    | 1:29:30,259      | 1      | 25  |
| 2   | 3  | Lewis Hamilton     | McLaren-Mercedes     | 58    | +22,297          | 2      | 18  |
| 3   | 10 | Vitalij Petrov     | Renault              | 58    | +30,560          | 6      | 15  |
| 4   | 5  | Fernando Alonso    | Ferrari              | 58    | +31,772          | 5      | 12  |
| 5   | 2  | Mark Webber        | Red Bull-Renault     | 58    | +38,171          | 3      | 10  |
| 6   | 4  | Jenson Button      | McLaren-Mercedes     | 58    | +54,304          | 4      | 8   |
| 7   | 6  | Felipe Massa       | Ferrari              | 58    | +1:25,186        | 8      | 6   |
| 8   | 18 | Sébastien Buemi    | Toro Rosso-Ferrari   | 57    | +1 krog          | 10     | 4   |
| 9   | 14 | Adrian Sutil       | Force India-Mercedes | 57    | +1 krog          | 16     | 2   |
| 10  | 15 | Paul di Resta      | Force India-Mercedes | 57    | +1 krog          | 14     | 1   |
| 11  | 19 | Jaime Alguersuari  | Toro Rosso-Ferrari   | 57    | +1 krog          | 12     |     |
| 12  | 9  | Nick Heidfeld      | Renault              | 57    | +1 krog          | 18     |     |
| 13  | 21 | Jarno Trulli       | Lotus-Renault        | 56    | +2 kroga         | 20     |     |
| 14  | 25 | Jérôme d'Ambrosio  | Virgin-Cosworth      | 54    | +4 krogi         | 22     |     |
| NC  | 24 | Timo Glock         | Virgin-Cosworth      | 49    | +9 krogov        | 21     |     |
| Ods | 11 | Rubens Barrichello | Williams-Cosworth    | 48    | Prenos           | 17     |     |
| Ods | 8  | Nico Rosberg       | Mercedes             | 22    | Trčenje          | 7      |     |
| Ods | 20 | Heikki Kovalainen  | Lotus-Renault        | 19    | Puščanje vode    | 19     |     |
| Ods | 7  | Michael Schumacher | Mercedes             | 19    | Trčenje          | 11     |     |
| Ods | 12 | Pastor Maldonado   | Williams-Cosworth    | 9     | Prenos           | 15     |     |
| DSQ | 17 | Sergio Pérez       | Sauber-Ferrari       | 58    | Diskvalifikacija | 13     |     |
| DSQ | 16 | Kamui Kobajaši     | Sauber-Ferrari       | 58    | Diskvalifikacija | 9      |     |